# Pagrus
Pagrus é um género de peixe da família Sparidae.
Este género tem a seguinte espécie:
- Pagrus pagrus